# داريل ميتكالف
داريل ميتكالف هو سياسي أمريكي، ولد في 9 نوفمبر 1962 في سيراكيوز في الولايات المتحدة. نشط حزبياً في الحزب الجمهوري. وقد انتخب عضو مجلس نواب بنسيلفانيا ‏.

## وصلات خارجية
- الموقع الرسمي